# 内田幸雄 (農林水産官僚)
内田 幸雄（うちだ ゆきお、1965年〈昭和40年〉2月7日 - ）は、日本の農林水産官僚。

## 来歴
東京都出身。1989年（平成元年）3月、東京大学経済学部を卒業。同年4月、農林水産省に入省（Ⅰ種・経済） 。入省後、消費・安全局総務課調査官、農村振興局整備部地域整備課中山間整備事業推進室長、同中山間整備推進室長、近畿農政局兵庫農政事務所長、農林水産省大臣官房食料安全保障課食料自給率向上対策室長、人事院人材局交流派遣専門員、食料産業局企画課長、農林水産技術会議事務局総務課長、同事務局研究調整課長などを歴任。東日本大震災発生時には福島第一原子力発電所事故によって被害を受けた農林漁業者や食品企業への損害賠償業務を担当した。
2018年（平成30年）7月31日、復興庁岩手復興局長に就任。
2020年（令和2年）8月1日、東北農政局長に就任。
2021年（令和3年）10月1日、内閣官房内閣審議官（内閣官房副長官補付）兼同まち・ひと・しごと創生本部事務局次長に就任。同年11月9日、同デジタル田園都市国家構想実現会議事務局審議官を併任。2022年（令和4年）1月1日、まち・ひと・しごと創生本部事務局次長を退任。
2023年（令和5年）7月4日、農林水産技術会議事務局研究総務官に就任。
2024年（令和6年）1月1日、農林水産政策研究所長を併任。同年4月1日、農林水産技術会議事務局研究総務官を退任。
2025年（令和7年）6月25日、農林水産省大臣官房政策課企画官兼農林水産省大臣官房地方課付に就任。

## 年譜
- 1989年（平成元年）
  - 3月 - 東京大学経済学部卒業[1]
  - 4月 - 農林水産省入省[1]
- 2005年（平成17年）4月 - 農林水産省消費・安全局総務課調査官[1]
- 2006年（平成18年）1月 - 農林水産省農村振興局整備部地域整備課中山間整備事業推進室長[1]
- 2007年（平成19年）8月 - 農林水産省農村振興局整備部地域整備課中山間整備推進室長[1]
- 2008年（平成20年）4月 - 農林水産省近畿農政局兵庫農政事務所長[1]
- 2010年（平成22年）4月 - 農林水産省大臣官房食料安全保障課食料自給率向上対策室長[1]
- 2011年（平成23年）
  - 8月 - 農林水産省大臣官房食料安全保障課付[1]
  - 9月 - 人事院人材局交流派遣専門員（日本通運）[1]
- 2013年（平成25年）9月 - 食料産業局企画課長[1]
- 2015年（平成27年）
  - 1月 - 農林水産技術会議事務局総務課長[1]
  - 10月 - 農林水産技術会議事務局研究調整課長[1]
- 2016年（平成28年）7月 - 農林水産省大臣官房付（研究休職）[1]
- 2018年（平成30年）7月 - 復興庁岩手復興局長[1][10]
- 2020年（令和2年）8月 - 農林水産省東北農政局長[1][8][9]
- 2021年（令和3年）
  - 10月 - 内閣官房内閣審議官（内閣官房副長官補付）[1][6]
  - 10月 - 内閣官房まち・ひと・しごと創生本部事務局次長（2022年1月まで[13]）[1][6]
  - 11月 - 内閣官房デジタル田園都市国家構想実現会議事務局審議官[1][12]
- 2023年（令和5年）7月 - 農林水産技術会議事務局研究総務官（2024年4月まで[5]）[1][3][4]
- 2024年（令和6年）1月 - 農林水産省農林水産政策研究所長[1]
- 2025年（令和7年）6月 - 農林水産省大臣官房政策課企画官兼農林水産省大臣官房地方課付[2]